# مطار سيالكوت الدولي
مطار سيالكوت الدولي (إياتا: SKT، إيكاو: OPST) هو مطار يخدم مدينة سيالكوت في باكستان. هو أول مطار مملوك للقطاع الخاص في باكستان. قبل الانتهاء من المدرج الجديد لمطار إسلام أباد الدولي، كان المطار صاحب أطول مدرج في باكستان.

## شركات الطيران
| شركـات طيـران                     | الوجهات |
| --------------------------------- | --- |
| العربية للطيران                   | مطار الشارقة الدولي |
| AirSial                           | مطار جناح الدولي، مطار مسقط الدولي |
| طيران الإمارات                    | مطار دبي الدولي |
| فلاي دبي                          | مطار دبي الدولي |
| طيران الخليج                      | مطار البحرين الدولي |
| نيوس (شركة طيران)                 | عارض موسمي: مطار مالبينسا، روما |
| الخطوط الجوية الدولية الباكستانية | مطار أبو ظبي الدولي، مطار العين الدولي، مطار الملك فهد الدولي، مطار دبي الدولي، مطار إسلام آباد الدولي، مطار الملك عبد العزيز الدولي، مطار جناح الدولي، مطار الكويت الدولي، مطار الأمير محمد بن عبد العزيز الدولي، مطار مسقط الدولي، مطار الملك خالد الدولي، مطار صلالة، مطار الشارقة الدولي، Skardu |
| الخطوط الجوية القطرية             | مطار حمد الدولي |
| طيران السلام                      | مطار مسقط الدولي |
| طيران السعودية الخليجية           | مطار الملك فهد الدولي |